# Andraca olivacea
Andraca olivacea là một loài bướm đêm thuộc họ Endromidae. Loài này có ở Trung Quốc (Phúc Kiến, Quảng Đông, Quảng Tây, Hải Nam), Đài Loan và Việt Nam.
Sải cánh của loài này dài 36–38 mm.
Ấu trùng ăn Ficus concinna var. pusillifolia.

## Phân loài
- Andraca olivacea olivacea
- Andraca olivacea olivacens Mell, 1958 (Fujian)